# باشگاه فوتبال هالمستاد
باشگاه فوتبال هالمستاد (انگلیسی: Halmstads BK) باشگاه فوتبالی است که در هالمستاد، بخش هاللاند، سوئد قرار دارد. این باشگاه در ۶ مارس ۱۹۱۴ تأسیس شده‌است و در لیگ دسته دوم سوئد فعالیت می‌کند. این باشگاه برندهٔ ۴ جام قهرمانی ملی و ۱ جام حذفی فوتبال سوئد شده‌است.
آن‌ها همچنین در فینال جام اینترتوتو ۱۹۹۷ حضور داشتند که در مجموع ۱–۲ مغلوب باشگاه فوتبال باستیا شدند.